# Megaselia georgiae
Megaselia georgiae är en tvåvingeart som beskrevs av Borgmeier 1964. Megaselia georgiae ingår i släktet Megaselia och familjen puckelflugor. Inga underarter finns listade i Catalogue of Life.